# مسيحية عالمية
المسيحية العالميّة هو مصطلح يحاول نقل الطبيعة العالمية للدين المسيحي. في العالم الغربي، يتعتبر مفهوم هذا المصطلح هو التقاليد المسيحية «غير الغربية» والتي تتواجد في «الجنوب العالمي»، في كل من آسيا وأفريقيا وأمريكا اللاتينية. ولكن، في بعض الأحيان، يشمل المصطلح أيضًا أشكال الشتات في أوروبا الغربية وأمريكا الشمالية.
بعض الشخصيات البارزة في الدراسة الأكاديمية للمسيحية العالمية تشمل:
- لامين سانه.[2]
- بريان ستانلي.[3]
- أندرو وولز.[4]